# Joris van Horne
Joris van Horne, George van Hoorn (1545 - 1608) was een edelman, de zoon van Maarten van Horne, en was graaf van Horn en Houtkerke, burggraaf van Veurne, bannerheer van Hontschoten, heer van Stavele, Crombeke en Leverghem.
Hij was in 1577 een van de ondertekenaars van de Unie van Brussel. 
Na de dood van Maarten van Horne, zijn vader, kreeg hij het Land van Altena en de stad Woudrichem toegewezen door koning Filips II van Spanje. Na de onthoofding van zijn broer Willem van Horne in 1580 kreeg hij de heerlijkheden Heeze en Geldrop toegewezen door koning Filips II van Spanje, doch in 1585 schonk Filips II de heerlijkheden aan zijn zus Maria van Horne en zwager Filips van Egmont.

## Huwelijk en kinderen
Hij trouwde in 1574 met Eleonore van Egmont, oudste dochter van Lamoraal van Egmont en Sabina van Beieren.
Hun kinderen waren:
- Frans van Horne (1580 - 1629)
- Lamoraal van Horne (1582 - 1648), getrouwd met Juliana van Merode, dochter van Johan IX van Merode
- Sabine van Horne (1585)